# هلور
هلور ( به عربی و اردو :هلور، به هندی : हल्लौर و بوجبوری:  हलूर ) نام شهری است در شمال هند و در ایالت اوتار پرادش است. این شهر از مناطق شیعه‌نشین به‌شمار می‌رود. 